# Potok, Štefan na Zilji
Potok (nemško Bach) je naselje občine Štefan na Zilji v okraju Šmohor na Koroškem v Avstriji.